# Epehólyag

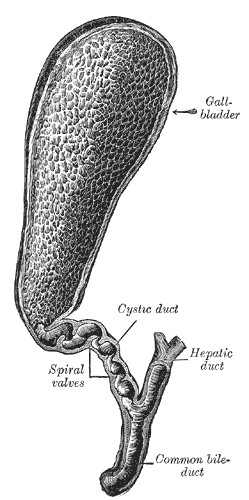
Epehólyag (az ábrán: Gall bladder)

Az epehólyag (vesica biliaris, fellea) a máj alatt elhelyezkedő, körte alakú, zöldes színű, páratlan, üreges szerv, amely a májban termelt, zsírok emésztéséhez szükséges epét az étkezések közötti periódusban tárolja. Egyes állatoknak nincs epehólyagjuk, pl: elefánt, ló, patkány.

## Embriológia
Az embrió előbelén a fejlődés 4. hetében kialakult májdivertikulum caudalis részéből fejlődik ki az epehólyag és a ductus cysticus. A fejlődés 7. hetében vacuolisatióval belsejében lumen képződik.

## Méretek
- hossza: 7–10 cm
- szélessége: 3–4 cm
- űrtartalma: 40–50 ml

## Anatómia
- Fenék (Fundus vesicae biliaris): feszülésig telt epehólyag esetén tapintható a jobb bordaív alatt a 9. bordaporc csúcsánál
- Test (Corpus vesicae biliaris): henger alakú, a nyak irányába elkeskenyedő
- Infundibulum: az epehólyag teste és nyaka közötti tölcsér alakú rész, nincs jól körülhatárolva, ezért egyes könyvek nem is említik
- Nyak (Collum vesicae biliaris): henger alakú, 1–7 mm hosszú, ductus cysticusban (összeköti az epehólyagot a fő epevezetékkel) folytatódik. A nyakon és a ductus cysticus kezdeti szakaszán elhelyezkedő spirális nyálkahártya-redőket Heister-féle billentyűnek nevezik. Ez nem valódi, hanem csak funkcionális sphincter (záró izom), mivel a záró funkciót a nyálkahártya sajátos elrendeződése adja.

## Szövettan

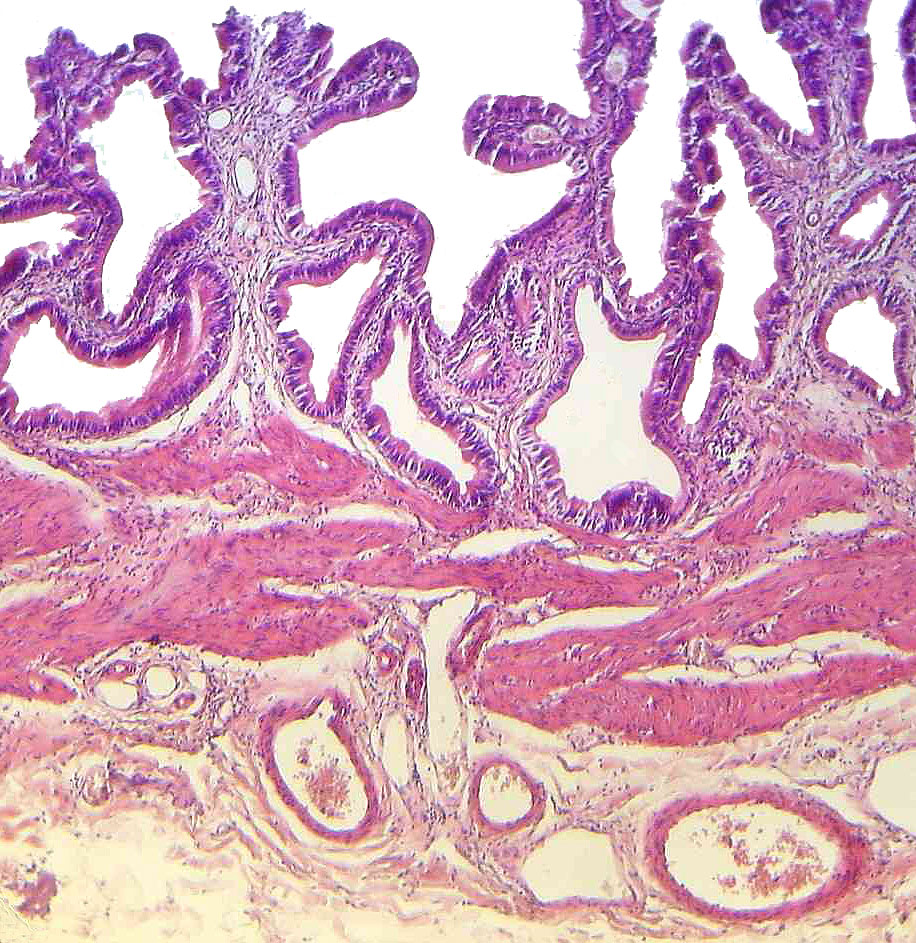
Epehólyag falának szövettani képe

- Nyálkahártya (tunica mucosa): Egyrétegű hengerhám alkotja. Magas hengerhámsejtek basalis membránon helyezkednek el, felszínükön mikrovillusok találhatók, és nyákot termelnek. Üres epehólyag esetén a nyálkahártyán számos redő és ezek által alkotott kis üreg (Recessus Aschoff) látható. Telt epehólyag esetén a redők eltűnnek.
- Izomréteg (tunica muscularis): simaizom alkotja, ductus cysticus közelében körkörössé válik. A duodenumban termelődött kolecisztokinin (CCK) hatására összehúzódik.
- Külső réteg: Savós hártya (tunica serosa): egyrétegű laphám alkotja, a peritoneum visceralis lemezének felel meg, az epehólyag alsó, szabad hasüreg felőli felszínét borítja. Adventitia: egy kötőszövetes réteg, az epehólyag felső, máj felőli részét borítja, és rögzíti a májhoz.

## Erek és idegek
- Artériás vérellátás: a. (arteria) cystica látja el, amely rendszerint az a. hepatica dextrából ered, de hosszabb lefutás esetén eredhet az a. hepatica propria, esetleg a. gastroduodenalisból is.
- Vénás elvezetés: két irányba történik.
  - v. (vena) cystica: egy felszínes (fő) elvezetés, az artériákat követi, és a v. portae-ba ömlik.
  - vv. portae accesorii: mély vénák (rendszerint 10-15), az epehólyag felső felszínéről erednek, és egyenesen a májba jutnak.
- Nyirokelvezetés három plexusban történik: subserosus, muscularis, és submucosus.
- Beidegzés: a szimpatikus beidegzését a plexus coeliacus, a paraszimpatikust a n. (nervus) vagus (X. agyideg) végzi.

## Fiziológia
Az epehólyag az étkezések között a májban termelődött epét tárolja. Az epehólyagban az epe kb. 10x-ére sűrűsödik, így nő a hatékonysága a zsírokkal szemben. Zsíros ételek fogyasztása után fokozódik a CCK termelődése, ez a hormon pedig az epehólyag simaizmának összehúzódását idézi elő, ezáltal az epehólyag kiürül. Az epe a ductus cysticus, majd ductus choledochuson és Vater-papillán keresztül a patkóbélbe (duodenumba) jut, és itt kifejti hatását. Az epe nem tartalmaz enzimeket, az epesavak és sók révén a zsírok emulzifikációját végzi (apró zsírcseppek képződnek, így az emésztő enzimek számára jobban hozzáférhetővé válnak).

## Főbb betegségek
- Epehólyag fejlődési rendellenességei
- Epehólyag sérülések
- Epekő (epehólyagkövesség) (cholecystolithiasis)
- Epehólyaggyulladás (cholecystitis)
  - Heveny (cholecystitis acuta)
  - Krónikus (cholecystitis chronica)
- Epesipoly
- Epehólyag daganatok
  - Jóindulatú
  - Rosszindulatú

## Epehólyagon végzett műtétek
- Cholecystectomia
  - Hagyományos (nyitott)
  - Laparoszkópos
- Cholecysto-digestiv anastomosis